# Hálómintás üvegbéka
A hálómintás üvegbéka  (Hyalinobatrachium valerioi) a kétéltűek (Amphibia) osztályába, a békák (Anura) rendjébe, ezen belül az üvegbékafélék (Centrolenidae) családjának Hyalinobatrachium nemébe tartozó faj.

## Előfordulása
Kolumbia, Costa Rica, Ecuador és Panama területein honos. Természetes élőhelye a szubtrópusi és trópusi alacsony fekvésű és síkvidéki esőerdők, folyóvizek környéke, és erdőirtások területe. A fajt élőhelyének pusztítása veszélyezteti.

## Fordítás
- Ez a szócikk részben vagy egészben  a   Hyalinobatrachium valerioi című angol Wikipédia-szócikk fordításán alapul.  Az eredeti cikk szerkesztőit annak laptörténete sorolja fel. Ez a jelzés csupán a megfogalmazás eredetét és a szerzői jogokat jelzi, nem szolgál a cikkben szereplő információk forrásmegjelöléseként.